# Árpád Vajda
 Árpád Vajda  (2 de maig de 1896, Rimaszombat (Rimavská Sobota) (llavors Imperi Austrohongarès, i actualment Eslovàquia) – 25 d'octubre de 1967, Budapest) fou un jugador d'escacs hongarès. Fou Campió d'Hongria el 1928. Obtingué el títol de Mestre Internacional (MI) el 1950.

## Resultats destacats en competició
El 1921 va empatar als llocs 4t-7è a Viena (el campió fou Friedrich Sämisch); el 1922 participà en el VI Campionat d'Hongria, a Budapest, on hi empatà als llocs 5è-7è (el campió fou Kornél Havasi); i el mateix any guanyà el torneig de Londres. El 1923 fou 2n a Portsmouth; el 1924, al VII Campionat d'Hongria, a Györ, empatà als llocs 4t-5è (el campió fou Géza Nagy). El 1925 empatà als llocs 11è-12è a Debrecen (el campió fou Hans Kmoch). El 1926 fou 5è a Budapest (el campió fou Endre Steiner), i fou 11è al torneig individual 1st FIDE Masters celebrat paral·lelament a l'Olimpíada de Budapest, (quedaren campions, ex aequo Ernst Grünfeld i Mario Monticelli).
El 1927 empatà als llocs 5è a 7è a Kecskemét (el campió fou Aleksandr Alekhin); el 1928 fou 5è a Budapest (campió: José Raúl Capablanca). El 1929 empatà als llocs 4t-5è a Budapest (campió: Capablanca); empatà al primer lloc amb Adolf Seitz al torneig B de Ramsgate. El 1934 empatà als llocs 4t a 7è a Sopron (campió: Rudolf Spielmann).

### Olimpíades oficials
Árpád Vajda va representar Hongria en sis Olimpíades d'escacs oficials i en tres de no oficials, entre 1924 i 1937.
| Any  | Olimpíada                | Ciutat     | Tauler     | Guanyades | Perdudes | Taules |
| ---- | ------------------------ | ---------- | ---------- | --------- | -------- | ------ |
| 1924 | I Olimpíada no oficial   | París      | 3r         | 5         | 2        | 6      |
| 1926 | II Olimpíada no oficial  | Budapest   | 2n         | 1         | 0        | 1      |
| 1927 | I Olimpíada              | Londres    | 3r         | 5         | 3        | 5      |
| 1928 | II Olimpíada             | La Haia    | 3r         | 6         | 9        | 1      |
| 1930 | III Olimpíada            | Hamburg    | 3r         | 7         | 3        | 4      |
| 1931 | IV Olimpíada             | Praga      | 3r         | 4         | 4        | 7      |
| 1933 | V Olimpíada              | Folkestone | 3r         | 4         | 3        | 4      |
| 1936 | III Olimpíada no oficial | Múnic      | 7è         | 5         | 0        | 10     |
| 1937 | VII Olimpíada            | Estocolm   | 1r suplent | 0         | 2        | 2      |

A l'Olimpíada no oficial de 1924, Hongria hi assolí la medalla d'argent en la classificació per equips, i en l'apartat individual, Vajda empatà als llocs 4t-6è a la final del Campionat del Món Amateur (el campió fou Hermanis Matisons). A l'Olimpíada no oficial de 1926, Hongría hi assolí la medalla d'or, i Vajda obtingué l'11è lloc al torneig individual 1st FIDE Masters celebrat simultàniament (els campions ex aequo foren Ernst Grünfeld i Mario Monticelli. En tres de les Olimpíades oficials (1927, 1928, 1936), l'equip hongarès va aconseguir el primer lloc i la medalla d'or, i en altres dues, (1930, 1937), el segon lloc i la medalla d'argent.